# Svartabborrtjärnen (Edefors socken, Norrbotten, 735680-171815)
Svartabborrtjärnen är en sjö i Bodens kommun i Norrbotten och ingår i Luleälvens huvudavrinningsområde.